# They Were Ten
They Were Ten (Originaltitel: Ils étaient dix) ist eine französische Krimiserie, die erstmals im Oktober 2020 auf Salto, dem gemeinsamen Streamingdienst von TF1, France Télévisions und M6, zu sehen war und später auf M6 gesendet wurde. Die Miniserie ist eine zeitgenössische Adaption des  Romans Und dann gabs keines mehr von Agatha Christie. In Deutschland wurden die sechs Folgen erstmals am 16. Juli 2020 von Joyn Plus+ angeboten und am 22. November 2020 hintereinander von ZDFneo gesendet.

## Handlung
Das angebliche Luxushotel, in das zehn Personen, die sich nicht kennen, gelockt wurden, entpuppt sich als Albtraum. Über Lautsprecher meldet sich eine verfremdete Stimme mit einer Botschaft: Sie alle haben einen Menschen getötet, was jeder von ihnen zu verbergen versuchte. Gemeint sind die resolute Ärztin Victoria, der taffe Ex-Soldat Xavier, die rätselhafte Eve, der verweichlichte Gilles, die junge Botanikern Nina, das dümmliche It-Girl Kelly, New-Age-Guru Vincent und der junge Malik, der für eine Nichtregierungsorganisation arbeitet, als auch die Köchin Myriam und der Verwalter Eddy, die als Hotelangestellte angeheuert wurden. Außer ihnen gibt es kein Personal und kaum Verpflegung. Von der Welt isoliert und unwissentlich ausspioniert, müssen sie nun für ihre Verbrechen bezahlen.
Nach dem Fund der ersten Leiche und einer rätselhaften Botschaft auf dem Rechner des Hotels glaubt selbst das dümmliche It-Girl Kelly nicht mehr an eine Realityshow. Da findet Kelly ihren Hund tot auf. Die junge Botanikern Nina stellt fest, dass das Leitungswasser mit einer Pflanze vergiftet wurde, die in Frankreich nur in den Bergen wächst und vom Mörder mitgebracht worden sein muss. Kurz darauf verschwinden die letzten Vorräte an Wasserflaschen. In der Gruppe beginnen die gegenseitigen Verdächtigungen.
Es gibt einen weiteren Toten und eine zweite Computerbotschaft. Xavier versucht, über den PC den Killer zu entlarven. Als der Bildschirm sich einschaltet, flippt Eddy aus und macht ihn kaputt. In dem Moment ist für den aufbrausenden Xavier klar, dass Eddy der Mörder sein muss. Nach Sichtung einer Frauenleiche auf dem Meer sagt Kelly den anderen, was passiert ist. Eine geisterhafte, maskierte Gestalt in Schwarz sei vom Meer her mit einem Messer auf sie zugekommen. Victoria kauft Kelly die Geschichte nicht ab und hat sie mehr denn je im Verdacht, die Mörderin zu sein.
Vincent scheint seit einem Streit am Morgen verschwunden. Als er wieder auftaucht, ist er blutverschmiert und weiß nicht, was geschehen ist. Inzwischen sind die Polizisten Mathieu und Baptista bei ihren Ermittlungen auf eine Briefkastenfirma gestoßen, die sowohl Vincents Hubschrauber für ihn angemietet, als auch die Flugtickets für Nina bezahlt hat. Dadurch können sie auch die Identität der anderen Gäste ermitteln. Der schwer verletzte Vincent läuft Kelly in die Arme und bricht vor ihren Augen tot zusammen. Inzwischen sind die Polizisten Mathieu und Baptista, die Maliks SOS-Zeichen aus der Luft gesehen haben, auf der Insel gelandet. Sie finden die geheime Überwachungszentrale und kommen auf die Spur der Person, die die mysteriösen Morde begangen hat.

## Besetzung und Synchronisation
Die deutschsprachige Synchronisation entstand nach dem Dialogbuch von Friedel Morgenstern und unter der Dialogregie von Klaus Bauschulte bei der Arena Synchron GmbH.
| Rollenname              | Schauspieler           | Anzahl Episoden | Synchronsprecher     |
| ----------------------- | ---------------------- | --------------- | -------------------- |
| Mathieu Le Goff         | Mathieu Demy           | 6               | Matthias Deutelmoser |
| Léonie Baptista         | Wendy Nieto            | 6               | Lara Trautmann       |
| Xavier Troussaud        | Samuel Le Bihan        | 3               | Matthias Klie        |
| Eve Lombardi            | Marianne Denicourt     | 3               | Susanne von Medvey   |
| Victoria Deshotel       | Romane Bohringer       | 3               | Katrin Zimmermann    |
| Vincent Del Piero       | Patrick Mille          | 3               | Frank Schaff         |
| Nina Goldberg           | Matilda Lutz           | 3               | Lydia Morgenstern    |
| Kelly Nessib            | Manon Azem             | 3               | Rubina Nath          |
| Malik Alaoui            | Nassim Lyes            | 3               | Ozan Ünal            |
| Eddy Hamraoui           | Samy Seghir            | 3               | Patrick Keller       |
| Gilles Delfour          | Guillaume de Tonquédec | 2               | Frank Röth           |
| Arnaud                  | Samuel Jouy            | 2               | Sascha Rotermund     |
| Jimmy                   | Samir Boitard          | 2               | Tim Knauer           |
| Langlois                | Marc Duret             | 2               | Peter Reinhardt      |
| Charles Jacobson        | Arthur Choisnet        | 2               | Lasse Dreyer         |
| Julien Berto            | Julien Bodet           | 1               | Tobias Diakow        |
| Myriam Berto            | Isabelle Candelier     | 1               | Andrea Aust          |
| Maryline                | Ludivine Manca         | 1               | Patrizia Carlucci    |
| Sarah                   | Jade Pedri             | 1               | Linda Stelzner       |
| Gilles (jung)           | Manu Libert            | 1               | Till Flechtner       |
| Gilles’ Vater           | Frédéric Restagno      | 1               | Tobias Lelle         |
| Régis                   | Sacha Losi             | 1               | Cedric Eich          |
| Ahmed                   | Mohand Mounsi          | 1               | Dieter Memel         |
| Barbara                 | Virginie Ledoyen       | 1               | Mareile Moeller      |
| Flugplatzmanager        | Fabien Baïardi         | 1               | Christian Gaul       |
| Ninas Freundin          | Stephanie Dussine      | 1               | Flavia Vinzens       |
| Sally                   | Murielle Hilaire       | 1               | Leonie Dubuc         |
| Tom (Pilot) (1. Stimme) | Jérôme Soufflet        | 1               | Hanns Jörg Krumpholz |
| Tom (Pilot) (2. Stimme) | Jérôme Soufflet        | 1               | Romanus Fuhrmann     |
| Student                 | Maxime Flourac         | 1               | Marco Rosenberg      |